# Federazione calcistica del Vietnam
La Federazione calcistica del Vietnam (in vietnamita Liên đoàn bóng đá Việt Nam, in inglese Vietnam Football Federation, acronimo VFF) è l'ente sportivo che governa il calcio in Vietnam.
Fondata nel 1962, si affiliò alla FIFA e all'AFC nel 1964. Ha sede nella capitale Hanoi e governa il Campionato Vietnamita di Calcio, la Coppa del Vietnam e la Nazionale del paese.